# Chenglong (köpinghuvudort i Kina, Jiangxi Sheng, lat 24,83, long 114,68)
Chenglong är en köpinghuvudort i Kina. Den ligger i provinsen Jiangxi, i den sydöstra delen av landet, omkring 440 kilometer söder om provinshuvudstaden Nanchang. Antalet invånare är 7 757. Befolkningen består av 3 851 kvinnor och 3 906 män. Barn under 15 år utgör 18,0 %, vuxna 15-64 år 71 %, och äldre över 65 år 10,0 %.
Runt Chenglong är det ganska tätbefolkat, med 179 invånare per kvadratkilometer. Närmaste större samhälle är Jinlong, 17,2 km sydväst om Chenglong. I omgivningarna runt Chenglong växer i huvudsak blandskog.
Genomsnittlig årsnederbörd är 2 068 millimeter. Den regnigaste månaden är maj, med i genomsnitt 388 mm nederbörd, och den torraste är oktober, med 15 mm nederbörd.